# Bibbiano (Emilia-Romagna)
Bibbiano is een gemeente in de Italiaanse provincie Reggio Emilia (regio Emilia-Romagna) en telt 8422 inwoners (31-12-2004). De oppervlakte bedraagt 28,0 km², de bevolkingsdichtheid is 276 inwoners per km².
De volgende frazioni maken deel uit van de gemeente: Barco, Belvedere, Casale di Sopra, Case Catalani, Gattaglio, Ghiardo, Il Folletto, Mangallana, Piazzola, Razza, San Filippo.

## Demografie
Bibbiano telt ongeveer 3282 huishoudens. Het aantal inwoners steeg in de periode 1991-2001 met 6,7% volgens cijfers uit de tienjaarlijkse volkstellingen van ISTAT.
| Jaar | Inwoneraantal |
| ---- | ------------- |
| 1991 | 7239          |
| 2001 | 7725          |

## Geografie
Bibbiano grenst aan de volgende gemeenten: Cavriago, Montecchio Emilia, Quattro Castella, Reggio Emilia, San Polo d'Enza.

## Geboren
- Giovanni Battista Venturi (1746-1822), natuurkundige